# Huillca Raccay
Huillca Raccay o Huillca Racay es un sitio arqueológico del Perú. Se encuentra ubicado en el distrito de Ollantaytambo, provincia de Urubamba al noroeste del departamento del Cuzco. Está situado al sureste del sitio arqueológico Patallacta sobre la margen derecha del pequeño río Pampa Qhawa, afluente del río Vilcanota, cerca del pueblo Chamana.